# Amphitretidae
Amphitretidae (лат.) — семейство мезопелагических осьминогов, которое включает три подсемейства, ранее классифицированных как отдельные семейства. Представители семейства характеризуются наличием одного ряда присосок на каждой руке (однорядные присоски), мягким гелеобразным телом и неполусферическими глазами.

## Классификация
- Подсемейство Amphitretinae Hoyle, 1886
  - Род Amphitretus Hoyle, 1885
- Подсемейство Bolitaeninae Chun, 1911
  - Род Bolitaena Steenstrup, 1859
  - Род Japetella Hoyle, 1885
  - Род Dorsopsis Thore, 1949 (сомнительный таксон)
- Подсемейство Vitreledonellinae Robson, 1932
  - Род Vitreledonella Joubin, 1918